# Hymenopodidae
Hymenopodidae – druga co do wielkości rodzina rzędu modliszek, skupiająca 223 gatunki zamieszkujące Afrykę, Azję oraz Australię. Wiele gatunków należących do tej rodziny wykazuje daleko posunięty mimetyzm, imituje swoim wyglądem suche liście lub kwiaty.